# محمد موسی
محمد موسی،یک بازیکن فوتبال اهل قطر است.
وی همچنین در تیم ملی فوتبال قطر بازی کرده است.